# Jannowitzbrücke (metropolitana di Berlino)
Jannowitzbrücke è una stazione della metropolitana di Berlino, sulla linea U8. È anche un importante punto di interscambio fra molte linee della S-Bahn di Berlino.
È posta sotto tutela monumentale (Denkmalschutz).

## Storia
La stazione fu aperta il 18 aprile 1930.
Jannowitzbrücke fu chiusa dopo la resa della Germania nazista nella seconda guerra mondiale dall'aprile del 1945 fino al novembre dello stesso anno. Invece ebbe un destino peggiore quando iniziò la costruzione del muro di Berlino: la stazione fu infatti chiusa e diventò una delle stazioni fantasma della metropolitana di Berlino.
Tuttavia la stazione ebbe l'onore di essere la prima a riaprire dopo la caduta del regime comunista e la riunificazione di Berlino est e Berlino ovest: il 11 novembre 1989, dopo 28 anni, la stazione riaprì al pubblico. Dopo Jannowitzbrücke, piano piano, riaprirono tutte le stazioni che erano state chiuse a causa del muro di Berlino.

## Galleria d'immagini

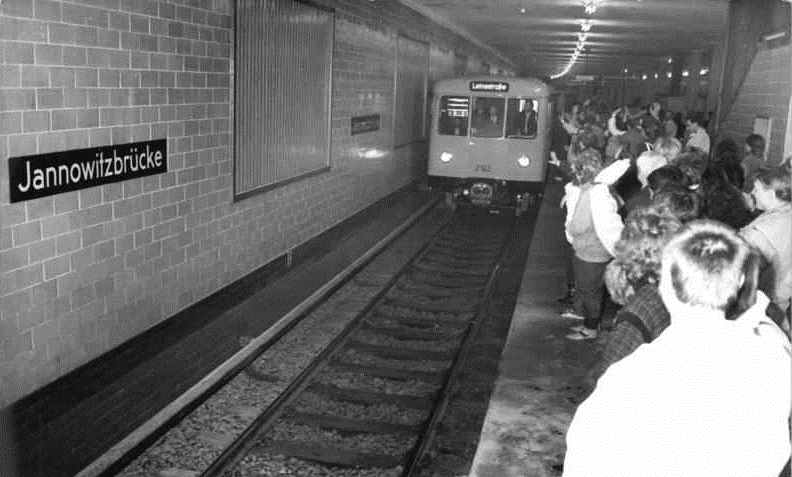
È l'11 novembre 1989: la stazione è appena aperta
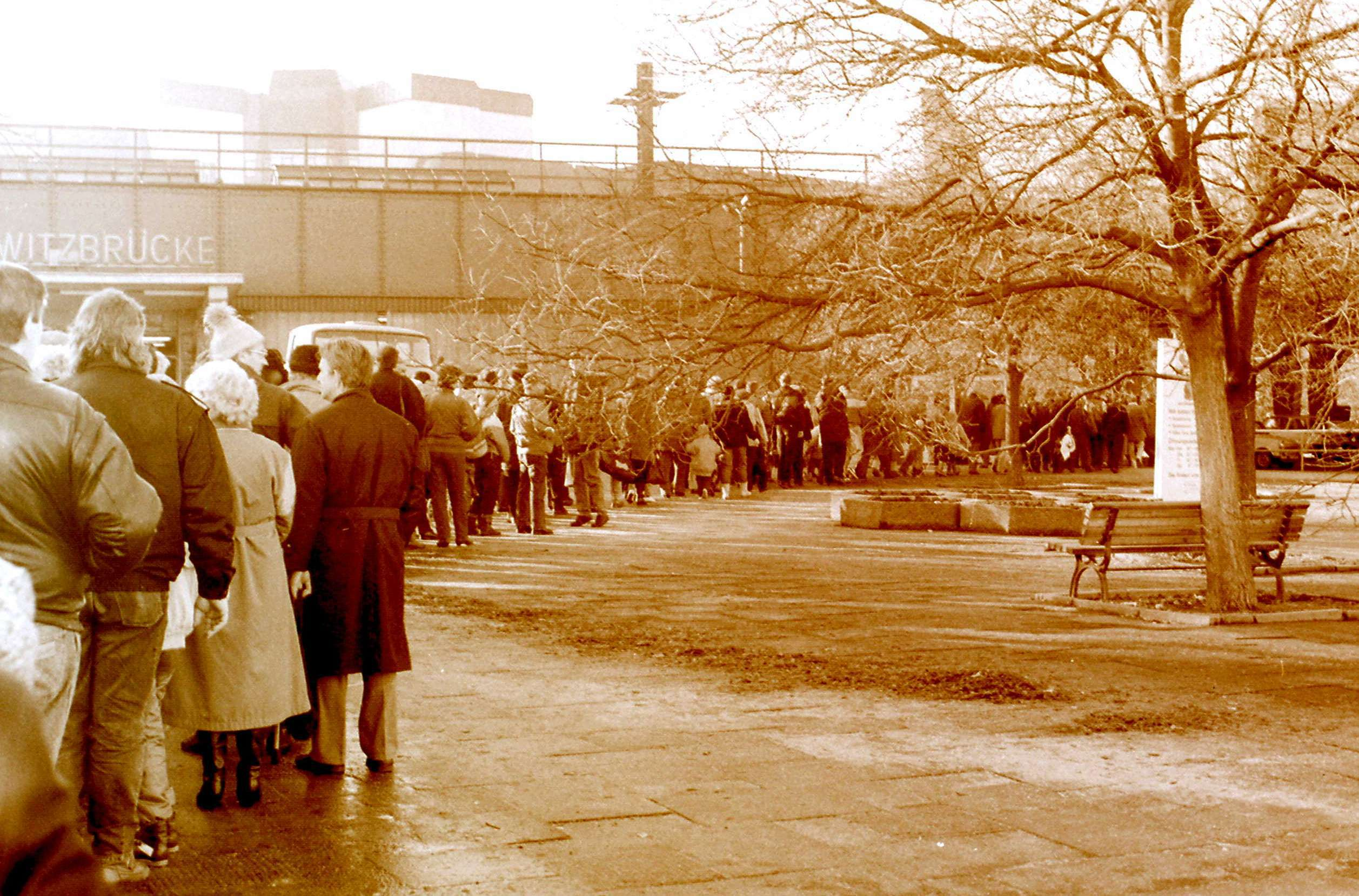
La coda formatasi dopo l'apertura della stazione

## Interscambi
- Stazione ferroviaria (Jannowitzbrücke)[2]
- Fermata autobus